# Parry O'Brien
William Parry O'Brien, Jr., född 28 januari 1932 i Santa Monica i Kalifornien, död 21 april 2007 i Santa Clarita i Kalifornien, var amerikansk friidrottare.
O'Brien blev olympisk mästare i kulstötning vid olympiska sommarspelen 1952 i Helsingfors och vid olympiska sommarspelen 1956 i Melbourne.